# 박준순
박준순(2006년 7월 13일 ~ )은 KBO 리그 두산 베어스의 내야수이다.

## 두산 베어스시절
2025년에 입단하였다. 2025년 4월 13일 LG 트윈스와의 경기에 대주자로 출전하며 데뷔 첫 경기를 치뤘다.

## 출신 학교
- 서울배봉초등학교
- 청량중학교
- 덕수고등학교